# Mikhail Pletnev
Mikhail Vasilievich Pletnev (Arkhangelsk, 14 de abril de 1957 — ) é um pianista, maestro, e compositor da Rússia.

## Biografia
Nasceu numa família muito musical, o seu pai tocava acordeão e sua mãe piano. Entrou na Escola Central de Música com a idade de 13 anos e em 1974, ingressou no Conservatório de Moscovo, sob a instrução de Yakov Flier e Lev Vlasenko. Aos 21 anos, ganhou a Medalha de Ouro do VI Concurso Internacional Tchaikovsky em 1978, que lhe rendeu reconhecimento internacional e chamou a atenção mundial. No ano seguinte, ele fez sua estréia nos Estados Unidos. 
Ensinou no Conservatório de Moscovo. Em 1988, numa conferência em Washington, D.C., fez amizade com Mikhail Gorbachev vindo a ganhar o apoio para fundar dois anos mais tarde, a Orquestra Nacional Russa, em 1990, a primeira orquestra não-apoiadas pelo governo na Rússia desde 1917, e foi seu primeiro maestro principal.
Deixou o cargo de Maestro Principal na década de 1990, agora é diretor artístico da orquestra. Mikhail Pletnev foi nomeado primeiro maestro convidado da Orchestra della Svizzera Italiana, em Lugano, na Suíça a partir de 2008. 
As suas gravações são na maior parte obras de compositores da Rússia, apesar de ter gravado recentemente as sinfonias de Beethoven para a Deutsche Grammophon. Os primeiros trabalhos que foram gravados para orquestra, de Tchaikovsky, incluindo A Bela Adormecida, a sua Sinfonia Patética e Sinfonia Manfred, e Segunda e Terceira Sinfonia de Rachmaninov. Todos foram bem recebidos pela crítica. Seu repertório de piano também é muito grande, incluindo obras como as The Seasons, muitas sonatas de Scarlatti, Quadros de uma Exposição, e suas próprias transcrições de suítes de O Quebra-Nozes e A Bela Adormecida.

## Prémios
- Grammy Award Best Chamber Music Performance:
  - Martha Argerich & Mikhail Pletnev for Prokofiev (Arr. Pletnev): Cinderella Suite for Two Pianos/Ravel: Ma Mere L'Oye (2005)
- State Prize da Federação Russa (2005)